# 賽勒城 (北卡羅萊納州)
賽勒城（英語：Siler City）是一個位於美國北卡羅萊納州查塔姆縣的城鎮。

## 人口
根據2020年美國人口普查的數據，賽勒城的面積為15.72平方千米，當中陸地面積為15.66平方千米，而水域面積為0.05平方千米。當地共有人口7702人，而人口密度為每平方千米490人。